# Augusto Rima
Augusto Rima (Mosogno, 1916 – 2003) è stato un ingegnere e politico svizzero, progettista dell'aeroporto cantonale di Locarno e membro del Municipio di Locarno e del Gran Consiglio tra il 1949 e il 1956.

## Biografia
Dopo gli studi al politecnico di Zurigo, dove si diploma alla ﬁne degli anni ’30, apre uno studio di ingegneria a Locarno nel 1946 insieme al fratello Alessandro e inizia anche a lavorare per la direzione delle Oﬃcine Idroelettriche della Maggia S.A.. 
Nel 1956 avvia un suo personale studio di ingegneria, sempre a Locarno, non più con il fratello, e si occupa di progetti di ingegneria civile soprattutto nel Locarnese. Tra i principali ci sono gli impianti di depurazione delle acque del comprensorio locarnese, l’inceneritore dei riﬁuti di Riazzino, il cavalcavia dell’autostrada sulla cantonale Cadenazzo-Giubiasco e l’ampliamento dell’aeroporto di Magadino.
Augusto Rima lavora anche ai progetti di regolazione delle acque del Lago Maggiore e diventa anche membro della Commissione cantonale dei ricorsi per le questioni idriche e consulente cantonale per diversi alluvioni del Locarnese come nel 1965, nel 1975 e nel 1978. Tutte attività sono documentate minuziosamente nel Fondo Augusto Rima presso la Biblioteca dell'Accademia di Mendrisio.
Augusto Rima lavora anche alla progettazione dell’aeroporto cantonale di Locarno e all’oleodotto che doveva collegare Genova alla Germania passando anche attraverso il Ticino. Anche qui tutti progetti sono documentati nell'omonimo fondo.
Importante anche la sua attività in ambito storico artistico per cui presiede la Società storica Locarnese e partecipa al progetto per il restauro della Casa del Negromante a Locarno. Con il fratello Alessandro raccoglie un’amplissima documentazione storica che include anche i registri parrocchiali delle comunità onsernonesi, documenti di famiglie della valle e costituisce una ricca biblioteca di volumi che spaziano dai trattati sulla meteorologia alla storia dell’idraulica.

## Attività militare

### Battaglia dei Bagni di Craveggia
Augusto Rima viene anche ricordato per un episodio diplomatico e militare noto come battaglia dei Bagni di Craveggia che aveva portato l'esercito fascista a volere sconfinare in territorio svizzero per catturare i partigiani e i civili in fuga alla fine della Repubblica dell'Ossola. Infatti tra la notte del 13 e 14 ottobre 1944 alcuni civili avevano pensato di fuggire dalle rappresaglie dei fascisti della Repubblica di Salò e si erano diretti verso i Bagni di Craveggia che sorgono tra il confine svizzero e quello italiano proprio in fondo alla Val Onsernone. L’esercito svizzero era schierato in zona a protezione della frontiera al comando di due ufficiali: il capitano Tullio Bernasconi e tenente ingegner Augusto Rima, e bloccavano l'ingresso di tutti ma ottennero l'autorizzazione a far sconfinare i civili e i partigiani feriti o ammalati.
Il Rima, tuttavia, entrò in territorio italiano per parlare con i partigiani rimasti e definire con loro lo schieramento e la tattica per una successiva ritirata oltre confine.
Il 18 ottobre 1944, in una giornata piovosa, iniziò la battaglia con i reparti nazifascisti, soprattutto della Folgore e della X Mas mentre i soldati svizzeri erano schierati sulla linea di confine. Nonostante gli avvisi dei soldati svizzeri, i fascisti colpirono mortalmente alcuni partigiani che già erano passati in territorio svizzero e iniziarono anche a sparare sulla casa in cui erano presidiati i soldati rossocrociati. I due ufficiali svizzeri decisero di chiedere rinforzi a Bellinzona, perché il comandante fascista voleva entrare in territorio svizzero per catturare e fucilare i profughi.  All’alba del 19 ottobre arrivarono i rinforzi richiesti a Bellinzona con un reparto ben attrezzato tanto da dissuadere i militari italiani allo sconfinamento e allo scontro.

## Fondo Augusto Rima
Tutte le opere sono documentate nel fondo Augusto Rima presso la Biblioteca dell'Accademia di Mendrisio. Il fondo raccoglie il materiale archivistico e fotograﬁco e parte della biblioteca personale di Augusto Rima ed è anche consultabile online.